# La cara segretaria
La cara segretaria (My Dear Secretary) è un film del 1948 diretto da Charles Martin (1910-1983).
È una commedia romantica statunitense con Laraine Day, Kirk Douglas e Keenan Wynn.

## Trama
Gli aspiranti scrittori Sylvan Scott e Stephanie Gaylord, detta Steve, assistono ad una conferenza del noto autore di best seller Owen Waterbury. Steve, quando apprende la possibilità di prestare servizio come segretaria presso Owen, il suo idolo letterario, non esita a prendere congedo dal proprio impiego, ormai quinquennale, presso l'editore-libraio Charles Harris, che non ha mai nascosto il suo debole per la ragazza.
Steve non tarda tuttavia a rendersi conto che la vita di Owen e di Ronnie Hastings, l'agente letterario che abita presso di lui, è totalmente disordinata, dispersiva, dediti come sono entrambi al gioco, ed oppressi da debiti in particolare verso l'arcigna padrona di casa Hannah Reev, alla quale non pagano l'affitto da svariato tempo.  Steve nota inoltre un certo andirivieni di giovani ex-segretarie di Owen, che, con fare offeso e risentito, si presentano dallo scrittore a prelevare i propri effetti personali prima di lasciare l'appartamento. È chiaro che le svariate segretarie devono aver subito una qualche sorta di cattivo trattamento da parte dello scrittore. La prima intenzione di Steve è quindi quella di lasciare immediatamente l'impiego. Ma, paradossalmente, in capo a poco tempo, Owen e Steve – affascinata dallo scrittore – finiscono con lo sposarsi.
Ma le incomprensioni si moltiplicano in fretta. Il nuovo romanzo di Owen viene rifiutato dal suo abituale editore, Fulton – per motivi personali più che per validità letteraria – ed un nuovo carosello di segretarie – assunte, licenziate, o sdegnosamente ritiratesi – spinge la coppia all'orlo della separazione, che diviene definitiva quando Steve entra a servizio come segretaria presso il suo antico compagno Sylvan Scott, che per di più viene ad abitare al piano superiore dell'edificio che ospita l'appartamento della coppia. Nel contempo Charles Harris pubblica il libro che Steve ha appena terminato dopo anni di duro lavoro, nonostante l'avverso parere della giovane scrittrice stessa, che avrebbe voluto piuttosto che Charles Harris desse la precedenza al libro di Owen, per non ferire la suscettibilità del marito, che ella non aveva smesso di amare.
Lo stesso fedele Ronnie Hastings, sopraffatto dalle difficoltà che vedeva accumularsi, abbandona la casa dell'amico Owen, e – ciliegina sulla torta – quest'ultimo scopre che l'appartamento al piano superiore, lasciato da Sylvan Scott, è ora occupato proprio dalla moglie – ormai anch'essa autrice di bestseller -, che ha assunto un segretario. Maschio, questa volta. La tensione si scioglie quando Ronnie riappare, inaspettatamente sposato alla signora Reev. Allora la coppia si riappacifica. 

## Produzione
Il film, diretto e sceneggiato da Charles Martin, fu prodotto da Leo C. Popkin per la Cardinal Pictures.

## Distribuzione
Il film fu distribuito con il titolo My Dear Secretary negli Stati Uniti dal 5 novembre 1948 al cinema dalla United Artists.
Alcune delle uscite internazionali sono state:
- in Australia il 19 maggio 1949
- in Finlandia l'8 giugno 1951 (Rakas sihteerini)
- in Danimarca il 6 agosto 1951 (Sekretær søges)
- in Portogallo il 22 febbraio 1954 (Prefiro a Secretária)
- in Ungheria (Kedves titkárnőm)
- in Spagna (Mi querida secretaria)
- in Brasile (Minha Secretária Favorita)
- in Jugoslavia (Moja draga sekretarica)
- in Italia (La cara segretaria)

## Promozione
La tagline è: "He chased her... 'til she caught him!".

## Critica
Secondo il Morandini il film è una "garbata commedia americana che si regge su dialoghi spiritosi e bravi attori".